# Carsen Campbell
Carsen Campbell (* 9. Dezember 1994) ist ein kanadischer Biathlet.

## Karriere
Carsen Campbell nahm 2012 im Rahmen der Juniorenweltmeisterschaften in Kontiolahti erstmals an internationalen Wettkämpfen teil. Im Einzel wurde er 41. und im Sprint erreichte er den 78. Rang. Im nächsten Jahr nahm er erneut an den Juniorenweltmeisterschaften teil und kam sowohl im Sprint als auch in der Verfolgung unter die besten 40 Athleten. Mit der kanadischen Staffel erreichte er den 18. Rang.
In der Saison 2013/14 startete Campbell erstmals im IBU-Cup verfehlte die Punkteränge aber deutlich. Auch in diesem Jahr nahm er an den Juniorenweltmeisterschaften teil und erreichte in allen Einzelrennen eine Platzierung unter den besten zwanzig Startern. Sein bestes Ergebnis war ein 14. Platz im Sprint. Mit der Staffel konnte er sogar den 6. Platz erreichen.
In der nächsten Saison startete er erneut im IBU-Cup und verbesserte sich leicht, bei den Juniorenweltmeisterschaften konnte er aber nicht an die Ergebnisse des Vorjahres anknüpfen und erreichte keine Platzierung unter den besten zwanzig.
In der Saison 2015/16 startete Campbell erstmals im Biathlon-Weltcup. Beim Sprint in Presque Isle wurde er 78. und mit der Staffel erreichte er den 15. Platz. In der folgenden Saison startete er bei den Europameisterschaften. Seine beste Einzelplatzierung war ein 64. Platz im Einzel. Mit der kanadischen Staffel erreichte er den 15. Rang.
Zu Beginn der Saison 2017/18 erreichte Campbell, zusammen mit Sarah Beaudry, in der Single-Mixed-Staffel zwei Top-Ten-Platzierungen im IBU-Cup. Mit einem 4. Platz bei der Single-Mixed-Staffel in Sjusjoen verfehlte er sein erstes Podest im IBU-Cup knapp. In Oberhof nahm er erneut an Weltcuprennen teil und erreichte mit der Staffel den zehnten Platz. Sowohl in Oberhof als auch in Antholz nahm er am Sprintrennen des Weltcups teil und erreichte als bestes Platzierung einen 82. Platz. Auch bei den Europameisterschaften 2018 erreichte er mit Sarah Beaudry in der Single-Mixed-Staffel eine Top-Ten-Platzierung. Mit einem 56. Platz in der Gesamtwertung des IBU-Cups war dies seine bisher beste Saison.

## Statistiken

### Weltcupplatzierungen
Die Tabelle zeigt alle Platzierungen (je nach Austragungsjahr einschließlich Olympische Spiele und Weltmeisterschaften).
- 1.–3. Platz: Anzahl der Podiumsplatzierungen
- Top 10: Anzahl der Platzierungen unter den ersten zehn (einschließlich Podium)
- Punkteränge: Anzahl der Platzierungen innerhalb der Punkteränge (einschließlich Podium und Top 10)
- Starts: Anzahl gelaufener Rennen in der jeweiligen Disziplin
- Staffel: inklusive Mixed- und Single-Mixed-Staffeln

| Platzierung              | Einzel | Sprint | Verfolgung | Massenstart | Staffel | Gesamt |
| ------------------------ | ------ | ------ | ---------- | ----------- | ------- | ------ |
| 1. Platz                 |        |        |            |             |         |        |
| 2. Platz                 |        |        |            |             |         |        |
| 3. Platz                 |        |        |            |             |         |        |
| Top 10                   |        |        |            |             | 1       | 1      |
| Punkteränge              |        |        |            |             | 2       | 2      |
| Starts                   |        | 4      |            |             | 2       | 6      |
| Stand: 31. Dezember 2021 |        |        |            |             |         |        |

### Europameisterschaften
| Europameisterschaft | Europameisterschaft | Einzelwettbewerbe | Einzelwettbewerbe | Einzelwettbewerbe | Staffelwettbewerbe | Staffelwettbewerbe   |
| Jahr                | Ort                 | Einzel            | Sprint            | Verfolgung        | Mixedstaffel       | Single-Mixed-Staffel |
| ------------------- | ------------------- | ----------------- | ----------------- | ----------------- | ------------------ | -------------------- |
| 2017                | Duszniki-Zdrój      | 64.               | 89.               | –                 | 16.                | –                    |
| 2018                | Ridnaun             | 19.               | 75.               | –                 | –                  | 8.                   |

### Juniorenweltmeisterschaften
| Weltmeisterschaft | Weltmeisterschaft | Einzel | Sprint | Verfolgung | Staffel |
| Jahr              | Ort               | Einzel | Sprint | Verfolgung | Staffel |
| ----------------- | ----------------- | ------ | ------ | ---------- | ------- |
| 2012              | Kontiolahti       | 41.    | 78.    | –          | –       |
| 2013              | Obertilliach      | 37.    | 30.    | 42.        | 18.     |
| 2014              | Presque Isle      | 19.    | 14.    | 16.        | 6.      |
| 2015              | Minsk             | 22.    | 55.    | 48.        | 9.      |